# Gerardo Bujanda Sarasola
Gerardo Bujanda Sarasola (Sant Sebastià, 1919 - 2019) va ser un polític nacionalista basc, diputat al Congrés durant la Legislatura Constituent i la I Legislatura.
En començar la Guerra Civil Espanyola militava a les Euzko Gaztedi, i s'enrolà voluntari al batalló de Cándido Saseta Echebarría de l'Eusko Gudarostea. Arran del Pacte de Santoña d'agost de 1937 fou fet presoner i durant quatre anys va estar a diversos camps de presoners i penals, inclòs el sanatori de Pontejos (a causa del tifus), en els que fou obligat a fer treballs forçats. El 1941 fou enviat a les colònies africanes espanyoles, i fins al 1946 no va poder tornar al País Basc.
Un cop tornar va treballar com a administratiu a l'empresa Victoriano Luzuriaga, alhora que militava clandestinament al Partit Nacionalista Basc, del que en fou un dels principals dirigents durant aquells anys juntament amb el seu cap, Juan de Ajuriaguerra Ochandiano, Josu Solaun i José María Lasarte Arana.
A les eleccions generals espanyoles de 1977 i 1979 fou elegit diputat per Guipúscoa, alhora que el maig de 1979 fou nomenat membre del Gipuzkoako Buru Batzar del PNB.
Retirat de la política, s'ha dedicat a preservar la memòria dels antics gudaris com ell. En la Fira del Disc de Durango de 2003 va rebre el premi Argizaiola, i el 19 d'abril de 2015 participà en l'acte Denok Intxortara! a Elgeta amb altres antics combatents antifeixistes.